# Железничка станица Лапово
Железничка станица Лапово је једна од железничких станица и железнички чвор на прузи Београд—Ниш. Налази се насељу Лапово (село) у општини Лапово. Пруга се наставља у једном смеру ка Багрдану, у другом према према Лапово–ражирној и у трећем према Баточини. Железничка станица Лапово састоји се из 7 колосека.

## Галерија
- Путнички воз у железничкој станици Лапово
- Дизел локомотива серије 661 у железничкој станици Лапово
- Локомотива 666 002 у железничкој станици Лапово
- Шинобус у железничкој станици Лапово